# Shi De Yang
Shi De Yang (nacido Shi Wanfeng) es un monje Shaolin de la 31.ª generación, es globalmente conocido como uno de los más grandes exponentes actuales de la cultura de Shaolin tradicional. Shi Wanfeng (史万峰) nació en Taikang. Fue discípulo de Shi Suxi por 30 años, Shi De Yang es uno de los Maestros de Shaolin que han estudiado de manera profunda los "Tres Tesoros de Shaolin” : Chan (religión), Wu (artes marciales) y Yi (medicina tradicional). En agosto de 1991 comenzó a ejercer como el jefe de entrenadores de los Monjes Guerreros de Shaolin.
De Yang es actualmente vicepresidente de la Asociación de estudio de Shaolin Kung Fu en China. Asesor y jefe de la Federación Internacional de Shaolin Wushu y de la Universidad de Artes Marciales de Wuhan Shaolin Temple International Wushu Institute (中国少林寺国际武术学院). También es instructor en su Escuela Wuseng Houbeidui Dengfeng Wuseng Houbeidui (Shàolínsì Wǔsēng Hòubèiduì 少林寺武僧后备队) en China y Europa Shaolin Cultural Center in Italy and Switzerland. Desde años atrás el maestro ha estado llevando a cabo la labor de transmitir el kung fu tradicional a todo el mundo, algunos de los países que ha visitado son Italia, España, Inglaterra, Hungría, Argentina, Uruguay, Perú, México, Canadá entre otros para así convertirse en el máximo exponente de la cultura de Shaolin a nivel mundial.